# ピラタス

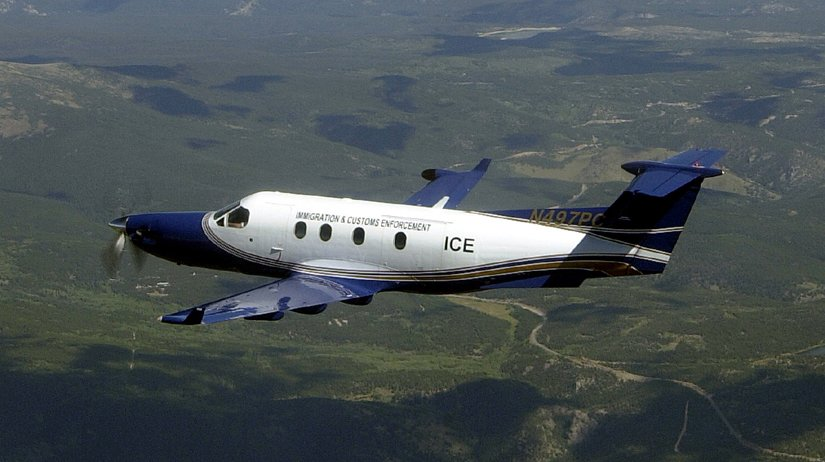
ピラタス PC-12

ピラタス・エアクラフト (Pilatus Aircraft) はスイスの航空機メーカー。従業員数は約1,100名。軽飛行機やコミューター機を製造している。

## 概要
設立は1939年。初めての飛行機は1944年に製造したSB-2である。1945年にはスイス軍向け練習機としてP-2を54機生産している。1956年にはPC-6の生産を開始した。これは単発プロペラ機であり、STOL性に優れ雪上や氷上での運用にも向いていたことから、900機以上も生産されるなどベストセラーとなった。
1978年に初飛行したPC-7は軍用練習機として各国に輸出され、使用国は21ヶ国に及ぶ。1984年からはPC-9練習機の生産を開始している。
このほか、単発ターボプロップ旅客機のPC-12の生産を行っており、2002年には非ジェット機ながら中・高等練習機なみの訓練が実施できる画期的なPC-21を開発している。

## 自衛隊への売り込み
1990年代には航空自衛隊が使用するT-3が老朽化したため、製造元の富士重工では後継機としてT-7の開発を進めていたが、1998年末にUS-1A改開発の際、富士重工役員と防衛庁政務次官の汚職が発覚した。防衛庁ではイメージ悪化を避けるため、公正な入札をアピールすべく次期初等練習機は国際競争入札としたことから、ピラタスはPC-7 Mk.IIで応募したものの、2000年9月に富士重工の採用が決定した。この決定に対し、防衛庁が採用理由の十分な説明をしなかった為、ピラタスが不当採用として告訴すると主張した。防衛庁は再度説明をすることで告訴は見送られた。

## 製品
- ピラタス SB-1（英語版） (Project)
- ピラタス SB-2（英語版） - ペリカン - プロトタイプ。生産機数は1。
- ピラタス SB-5（英語版） (Project)
- ピラタス P-1（英語版） (Project)
- ピラタス P-2 - 練習機。生産機数は54。
- ピラタス P-3
- ピラタス P-4（英語版）
- ピラタス P-5（英語版） (Project)
- ピラタス PC-6 - ポーターとターボ・ポーター - ベストセラー。生産機数は900以上。南極観測隊でも使用された。
- ピラタス PC-7 - 練習機
- ピラタス PC-8D
- ピラタス PC-9 - 練習機
- ピラタス PC-10（英語版） (Project)
- ピラタス PC-11/B-4 - 金属製グライダー 日本飛行機でもライセンス生産された
- ピラタス PC-12（英語版） - 旅客機
- ピラタス PC-21 - 練習機
- ピラタス  PC-24（英語版）

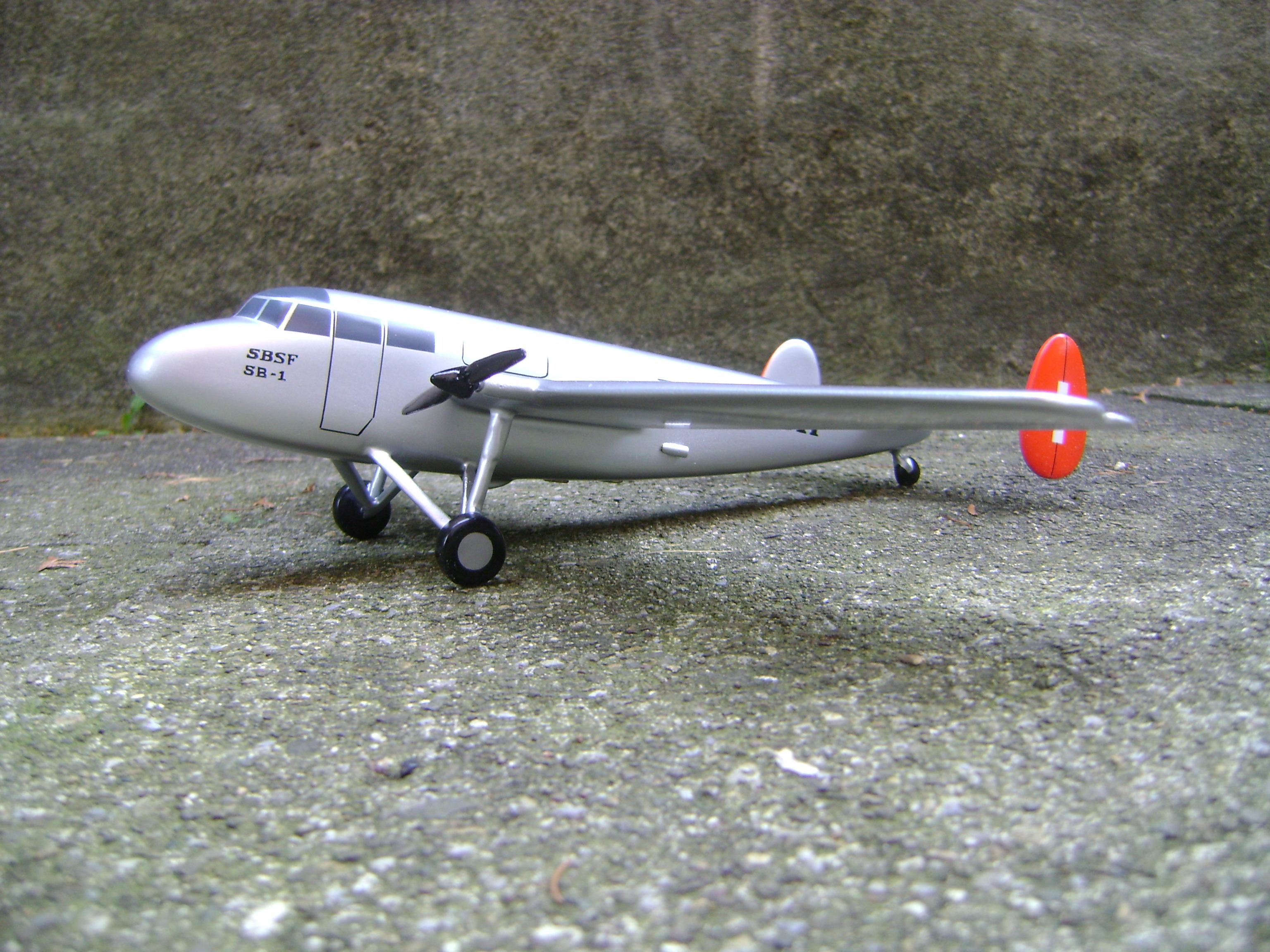
Pilatus SB-1
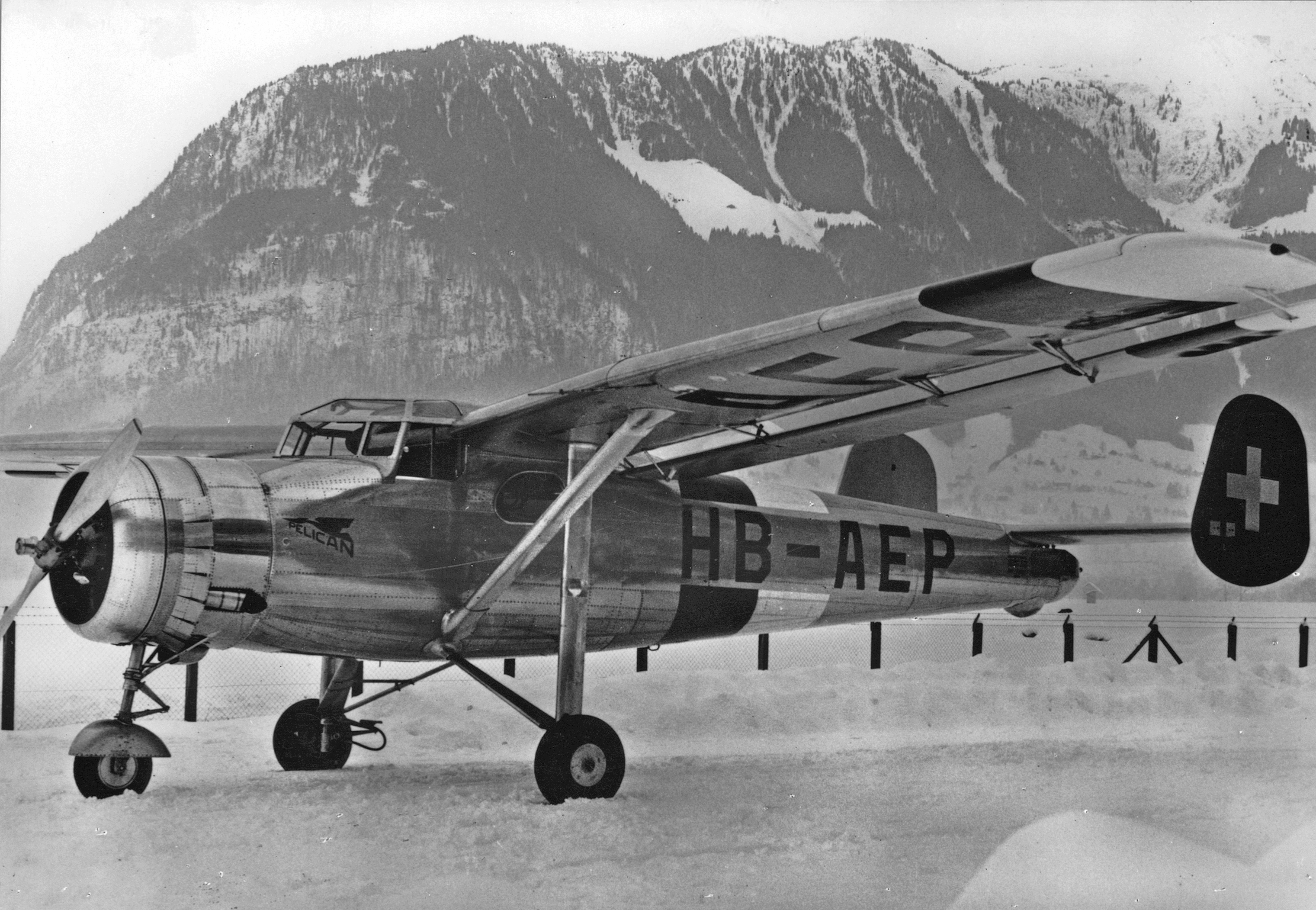
Pilatus SB-2 Pelican
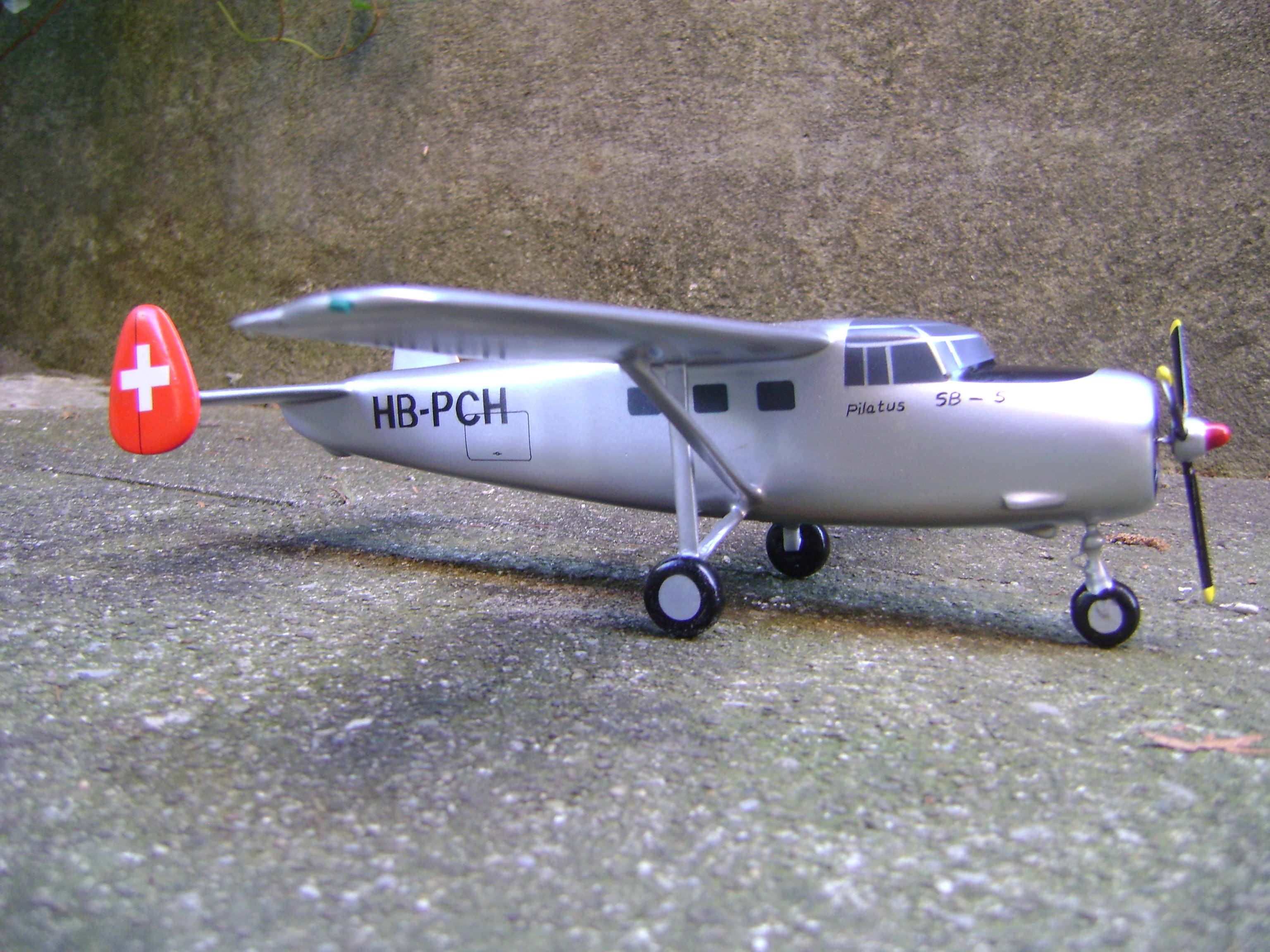
Pilatus SB-5
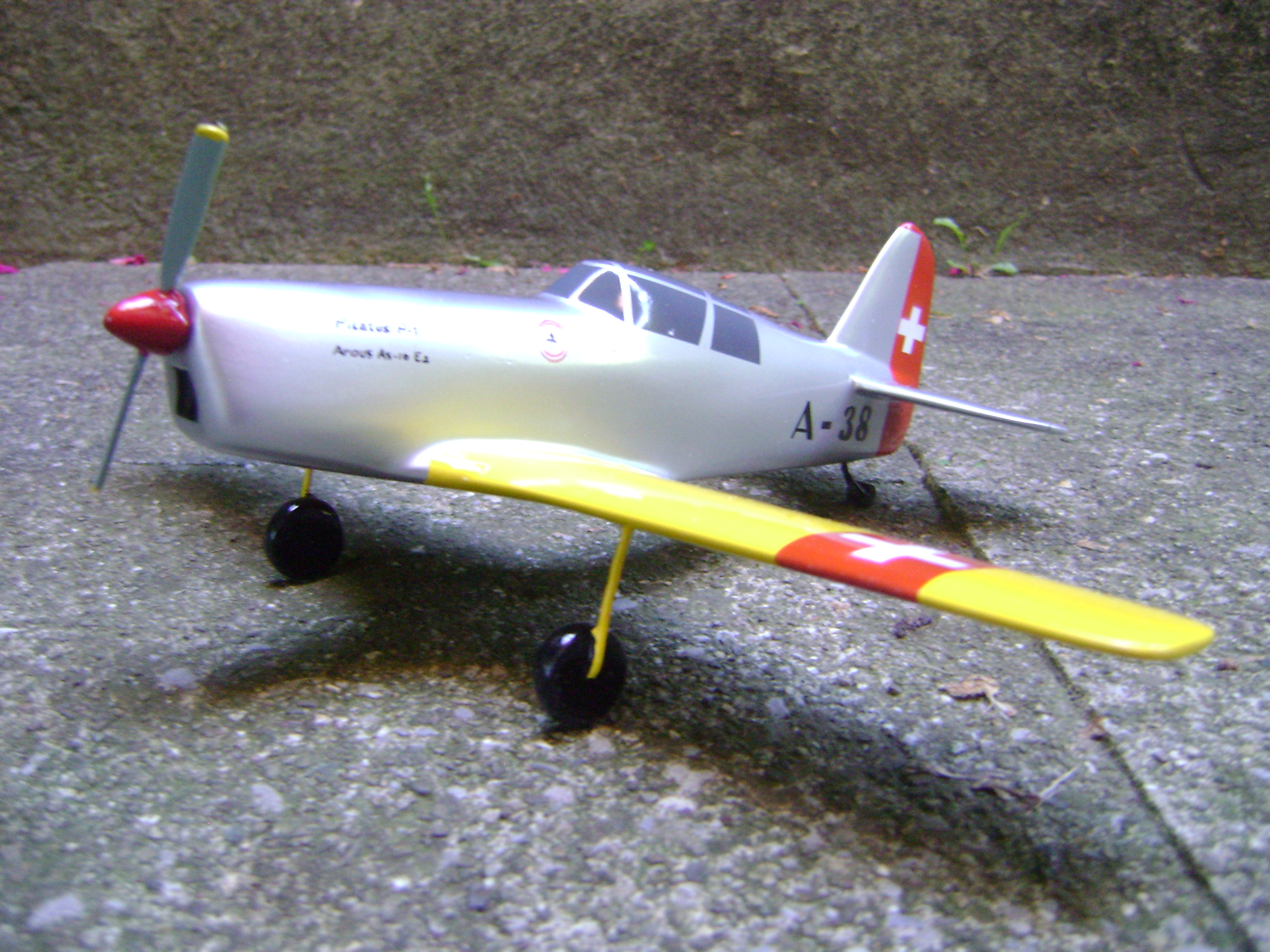
P-1
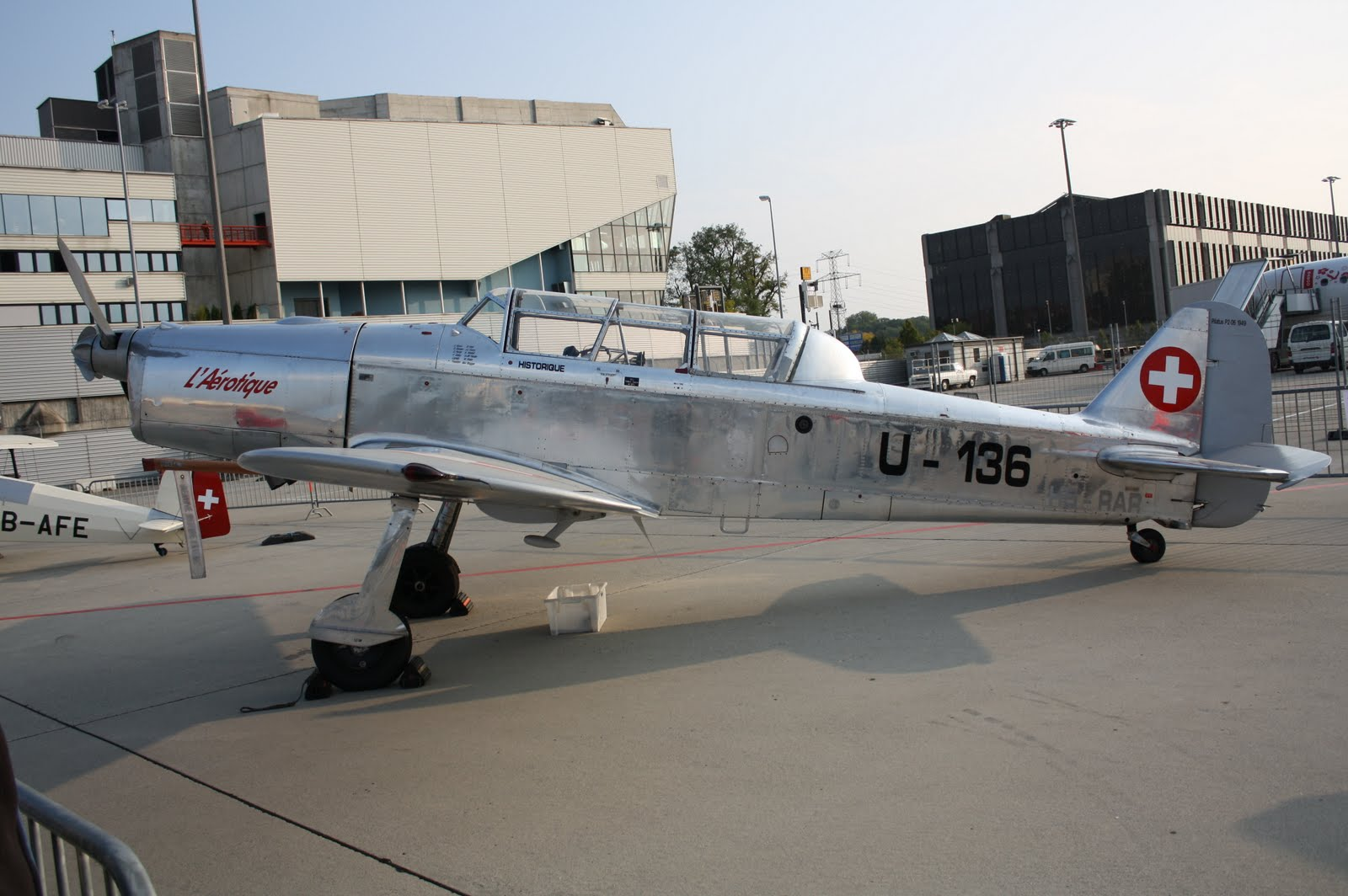
P-2
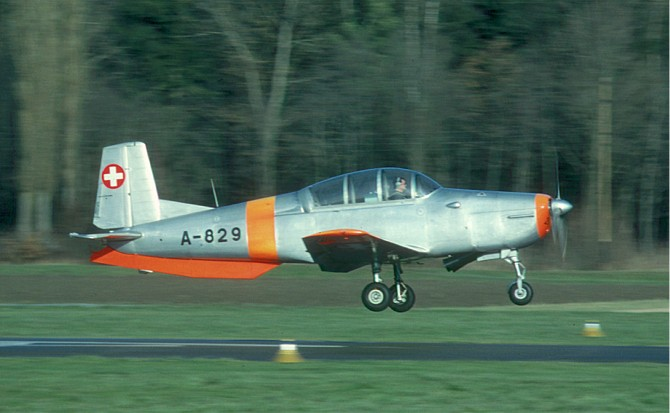
P-3
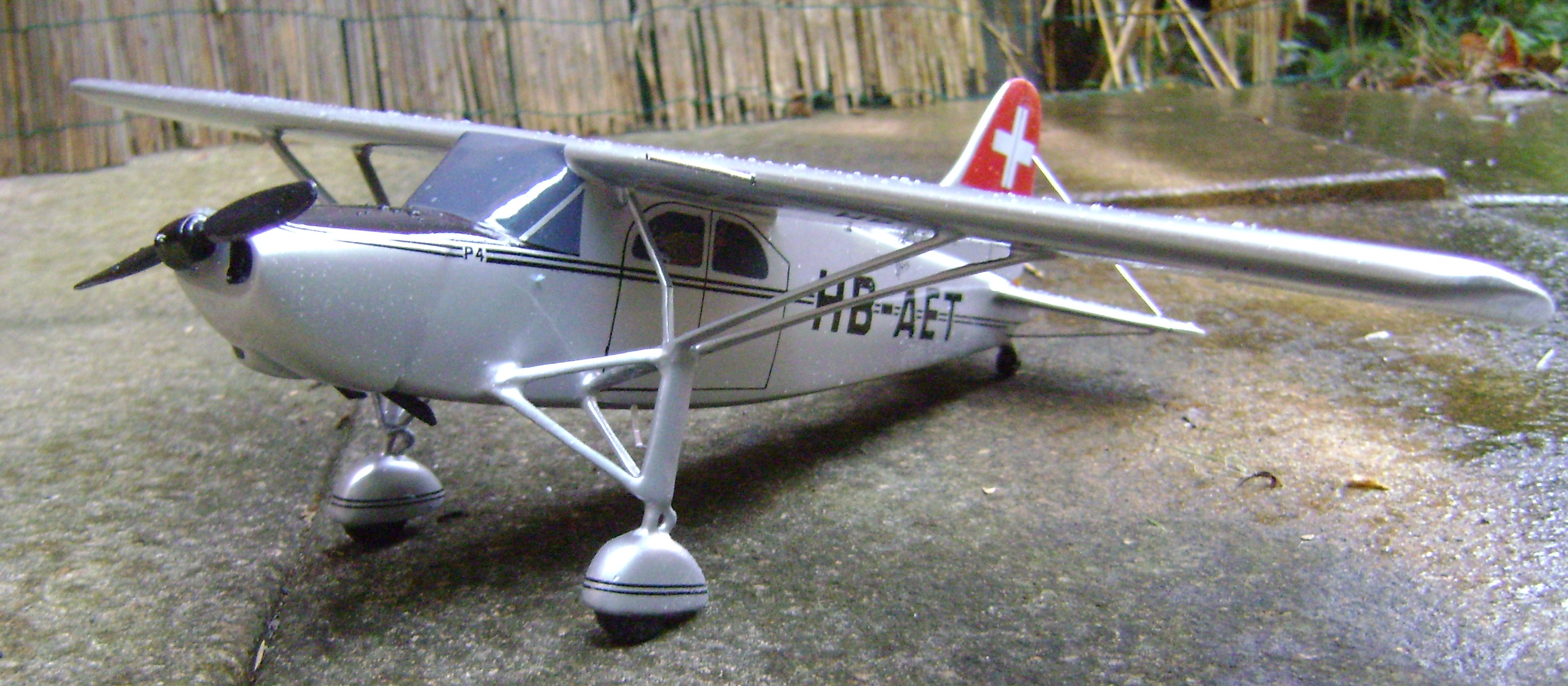
P-4
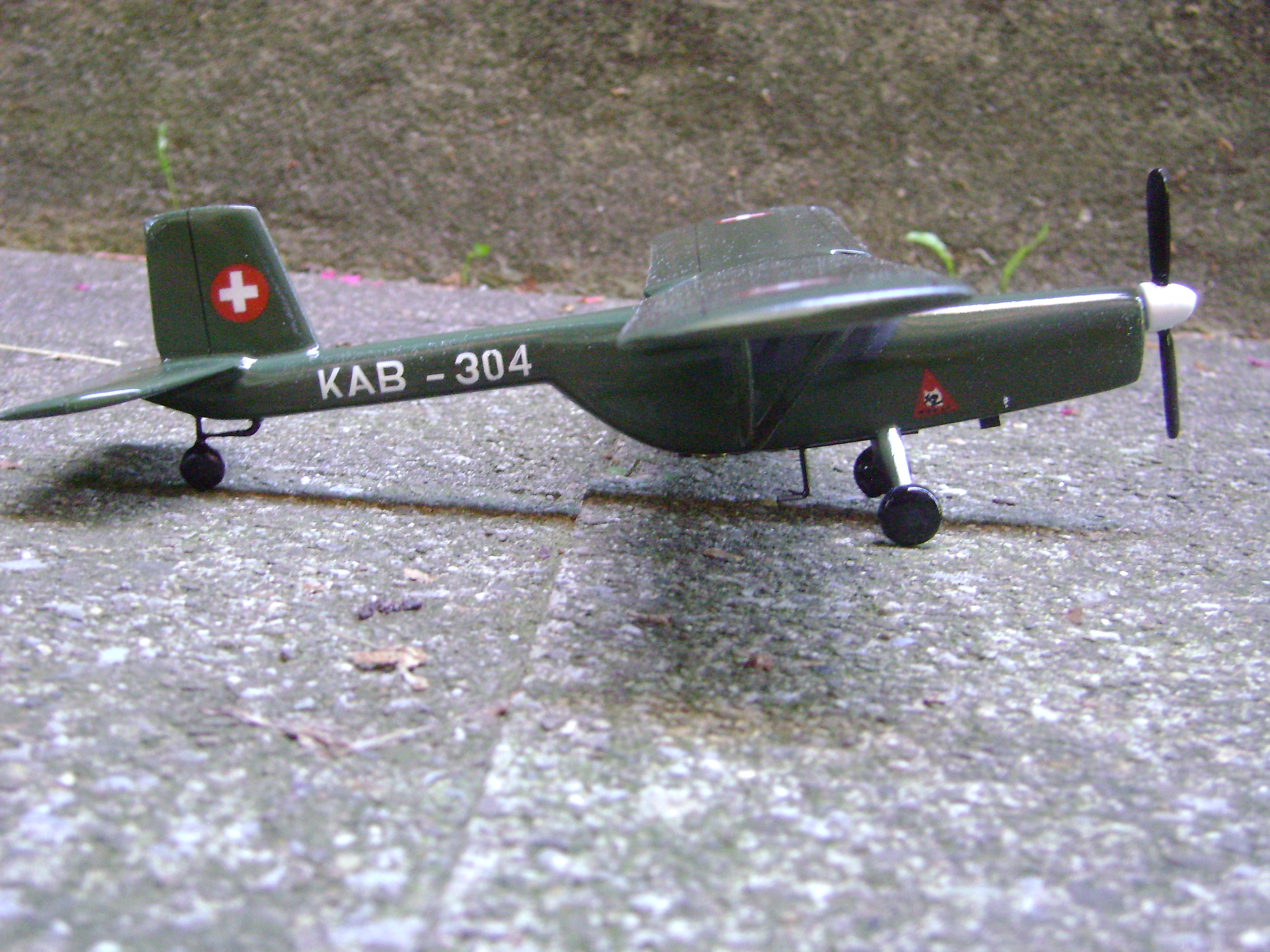
P-5
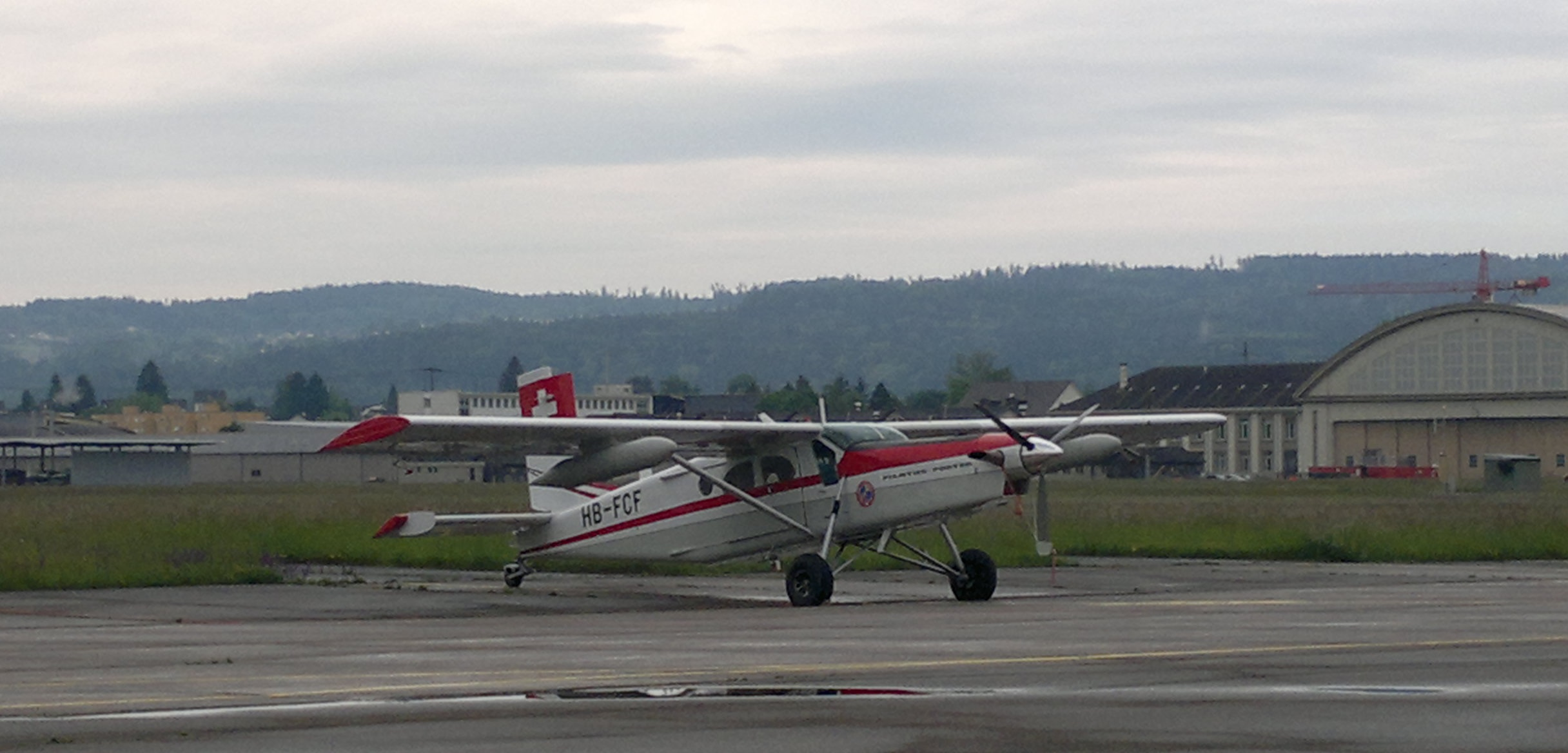
PC-6
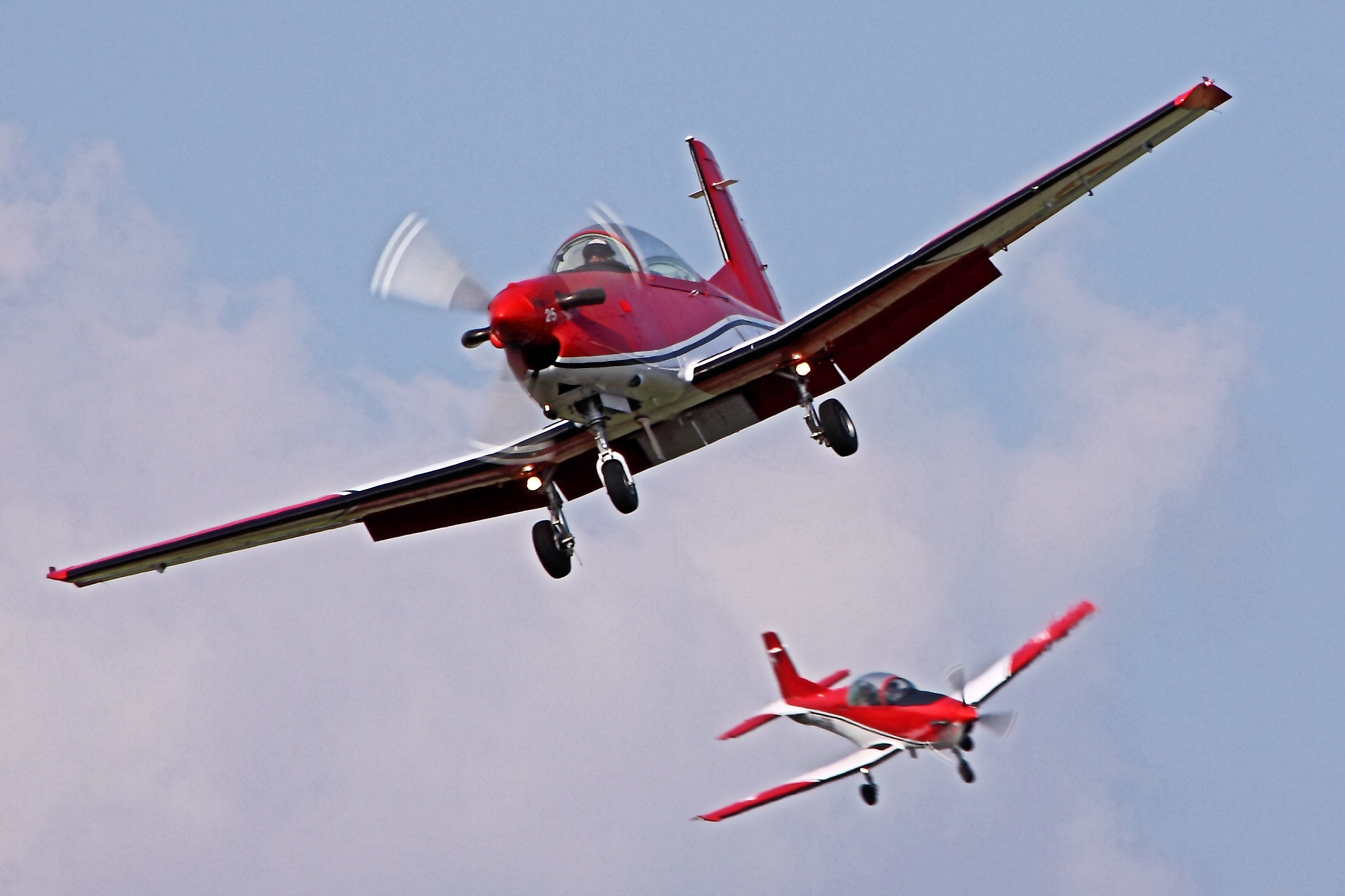
PC-7
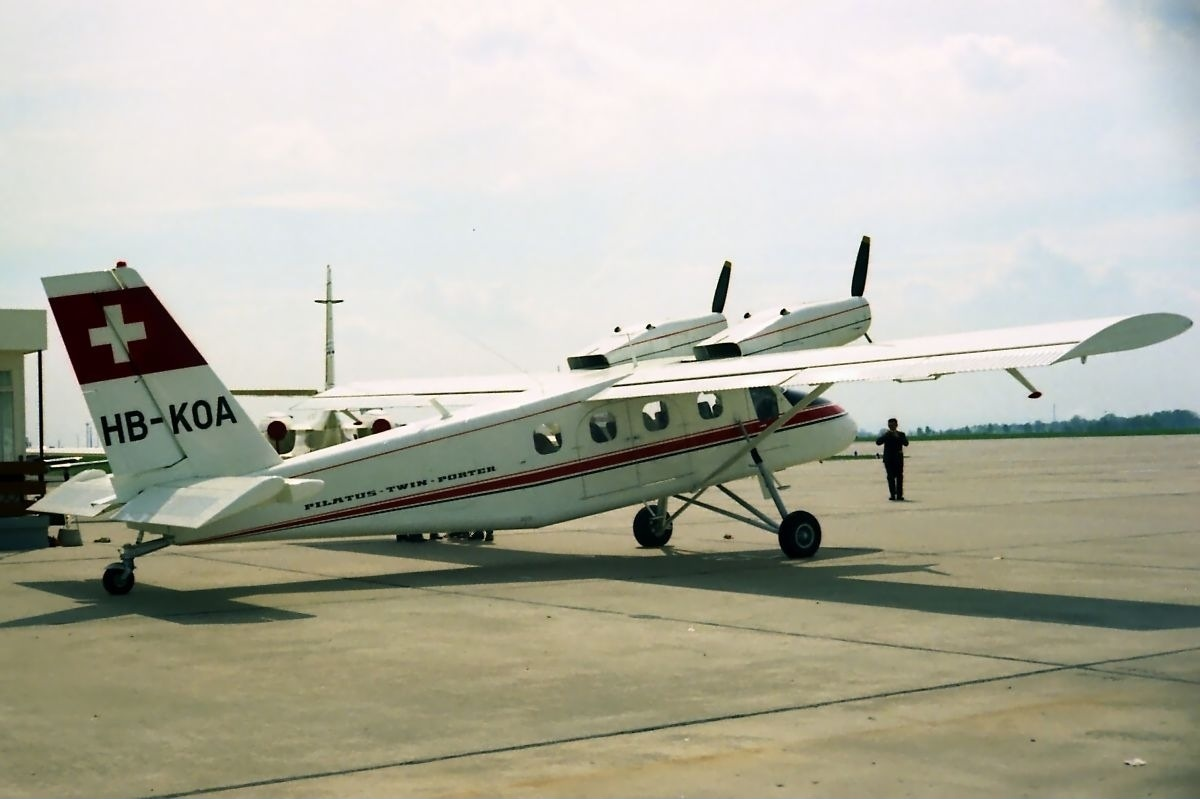
PC-8D
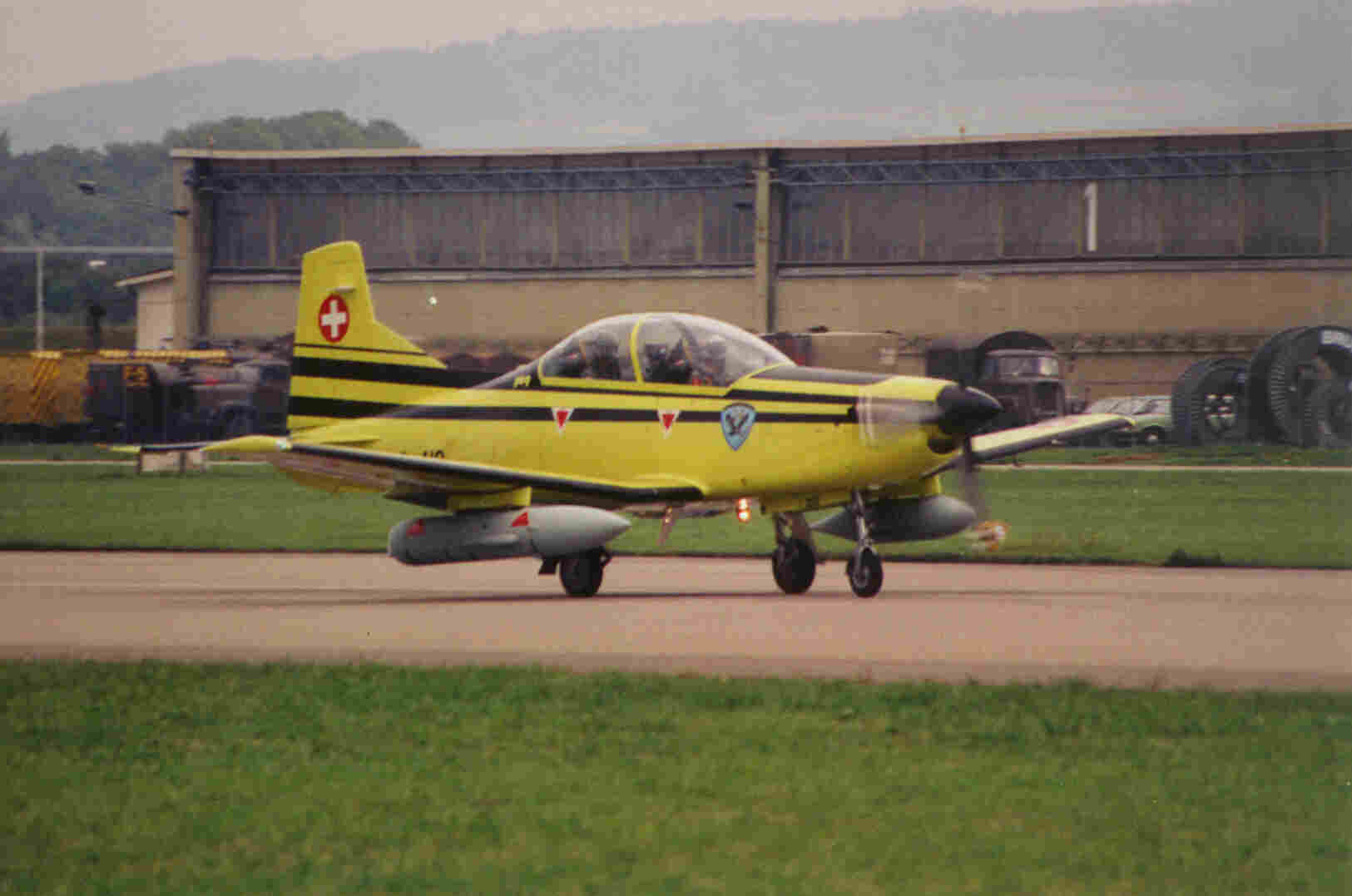
PC-9
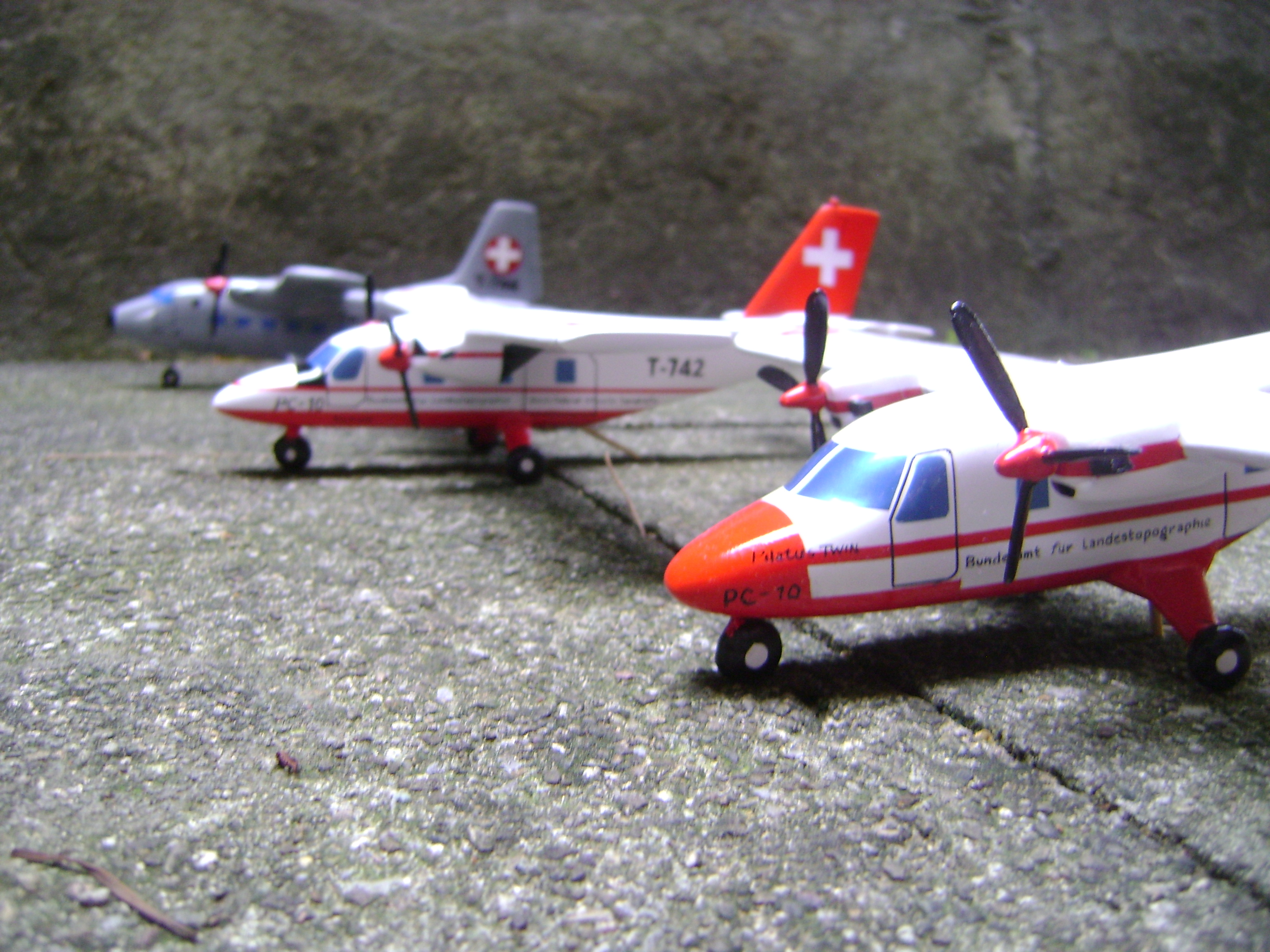
Pilatus PC-10
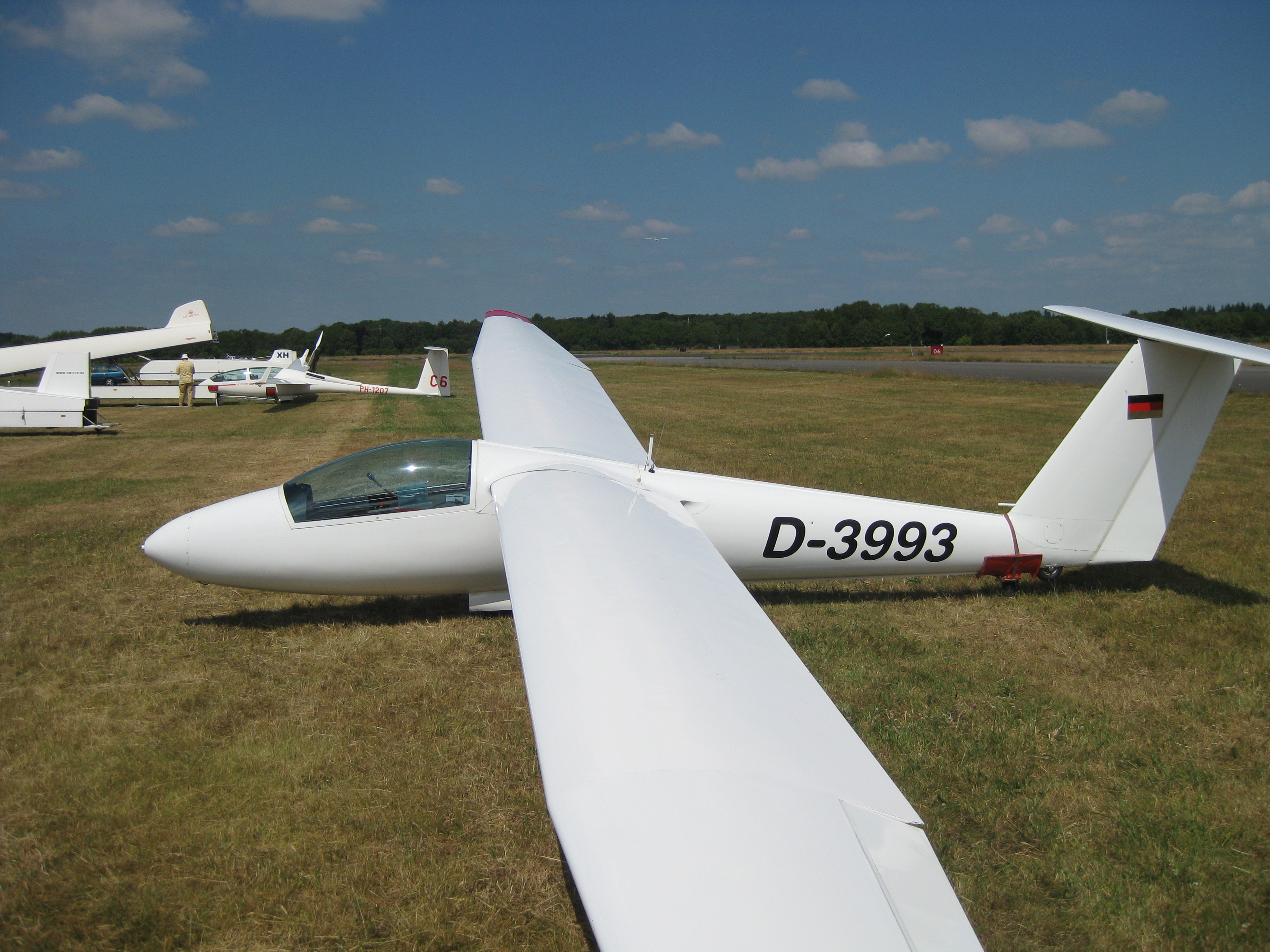
PC-11 /B4
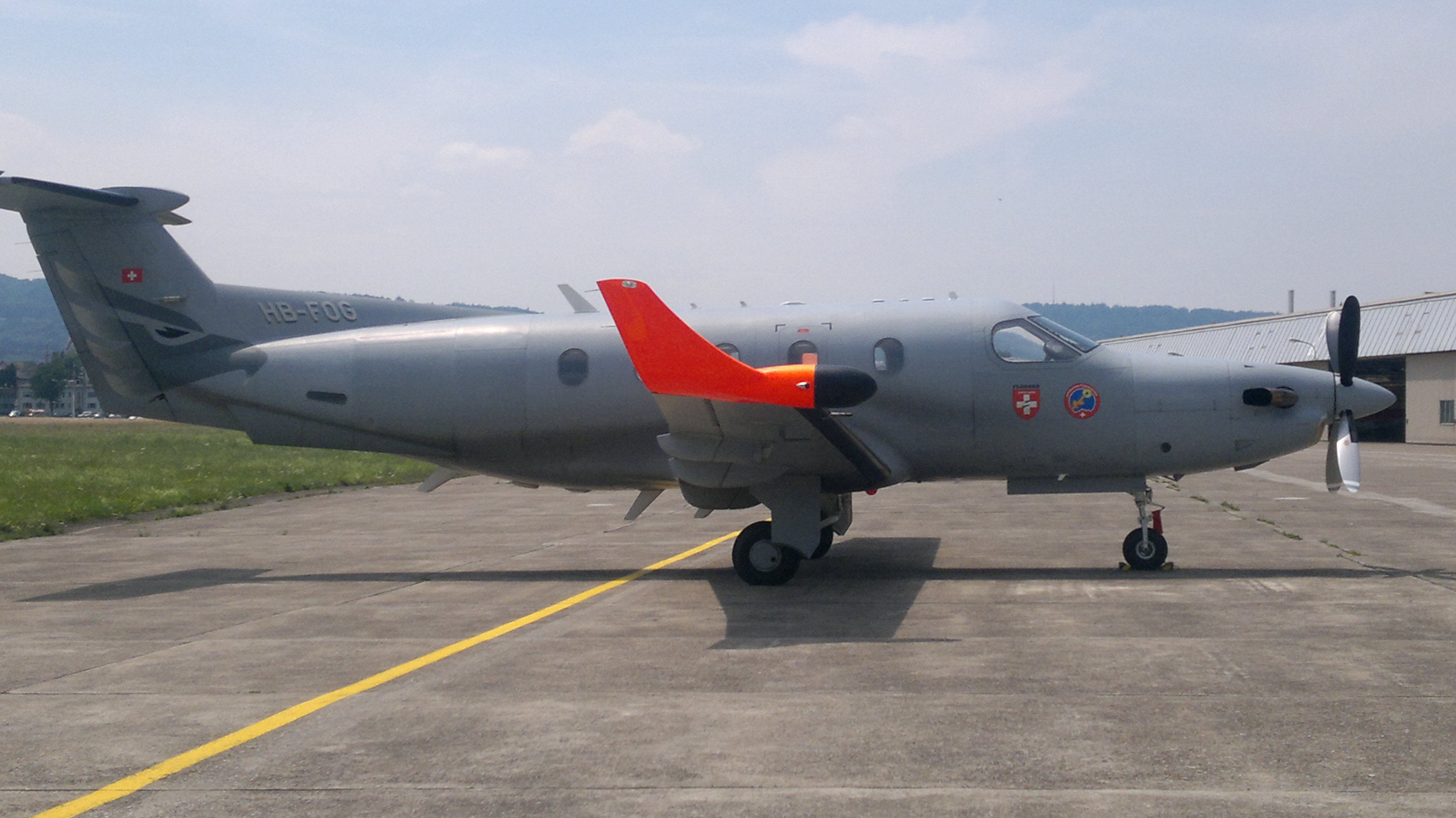
PC-12
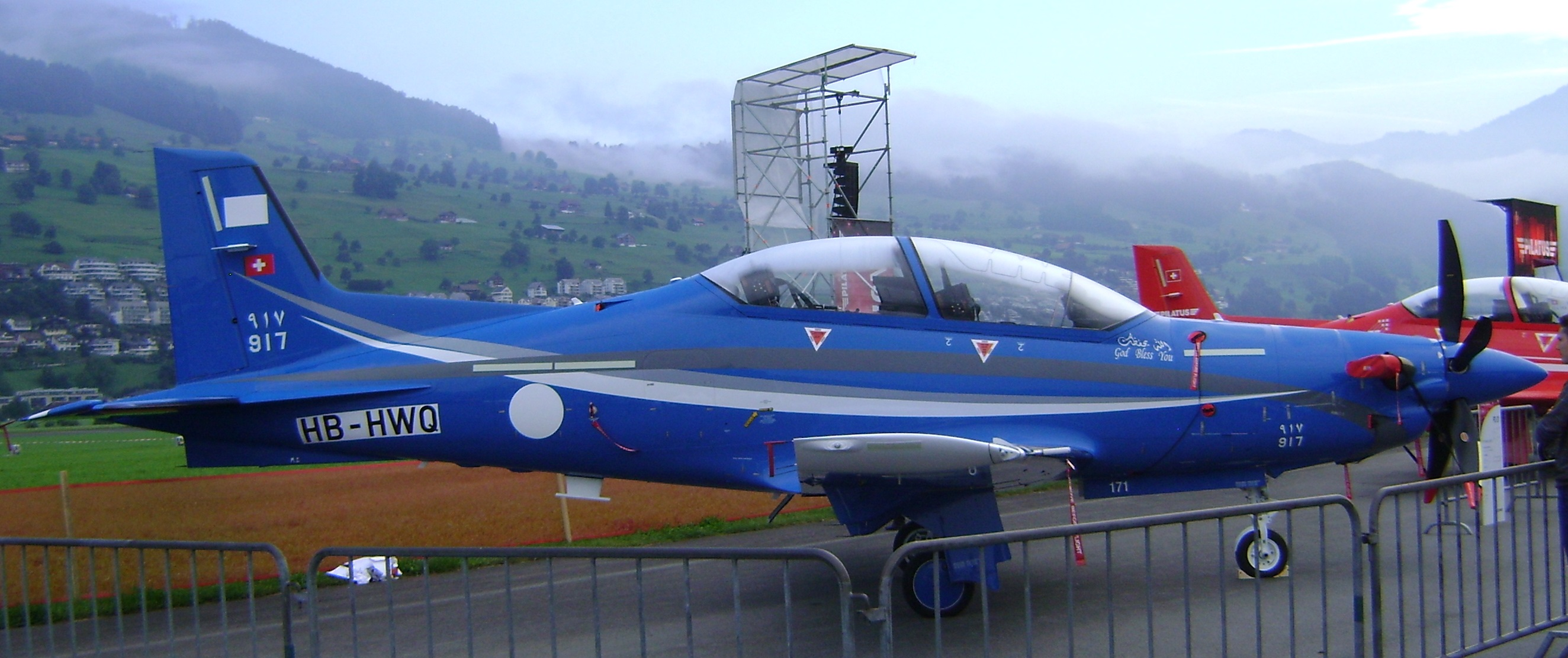
PC-21
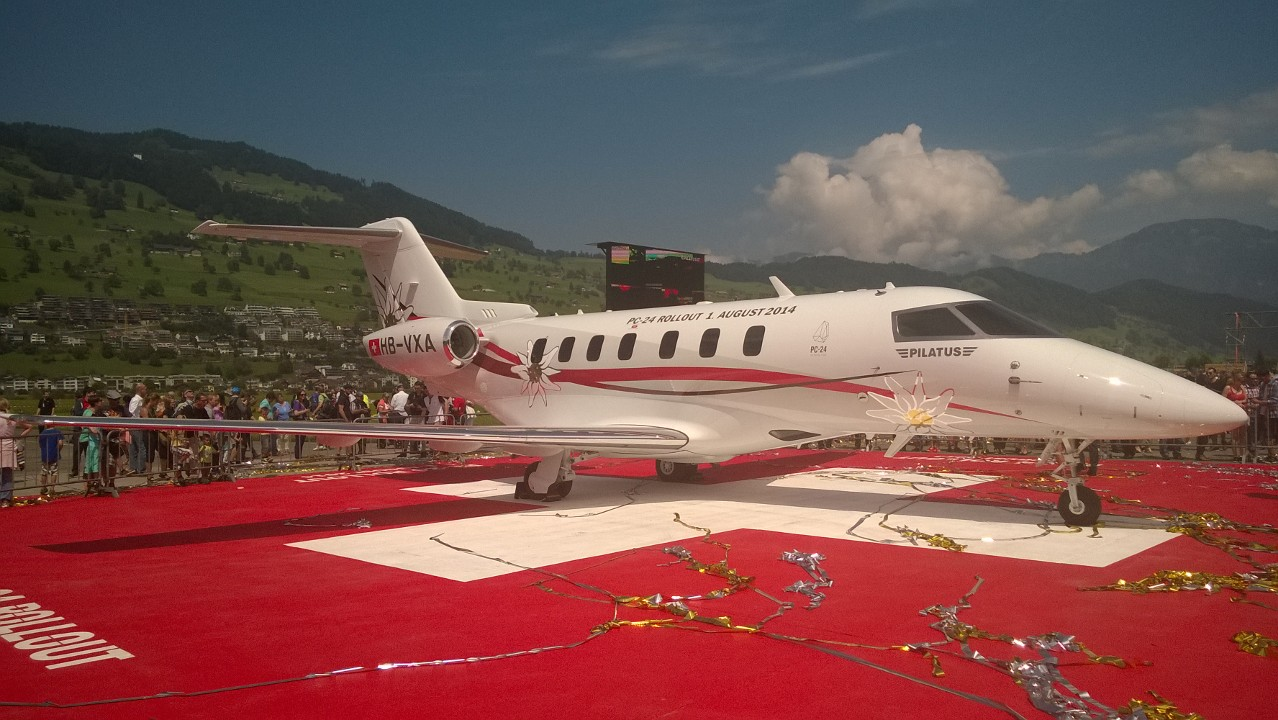
PC-24